# Defetari
I defetari erano dei libri contabili che enumeravano, per scopi fiscali, le terre date in concessione. Erano utilizzati in unione a degli elenchi, detti platee, nei quali erano riportati i villani/contadini che vivevano sulle terre date in concessione. I defetari sono di origine araba e facevano parte dei documenti dell'"Ufficio del Riscontro" fiscale e catastale. Questo sistema "catastale" era utilizzato dai normanni nell'Italia meridionale.